# Se Dice Bisonte, No Bùfalo
Se Dice Bisonte, No Bùfalo - solowy album, którego autorem jest Omar Rodríguez-López. Album został wydany w 2007 roku za pośrednictwem wytwórni Gold Standard Laboratories.

## Spis utworów
1. "The Lukewarm"  – 0:26
2. "Luxury of Infancy"  – 1:12
3. "Rapid Fire Tollbooth"  – 5:03
4. "Thermometer Drinking the Business of Turnstiles"  – 3:00
5. "Se Dice Bisonte, No Búfalo" – 7:00
6. "If Gravity Lulls, I Can Hear the World Pant"  – 2:46
7. "Please Heat This Eventually"  – 11:24
8. "Lurking About in a Cold Sweat (Held Together by Venom)"  – 4:49
9. "Boiling Death Request a Body to Rest Its Head On"  – 4:14
10. "La Tiranía de la Tradición"  – 5:05

### Bonusowy utwór w wersji japońskiej albumu
1. "Please Heat This Eventually" (feat. Damo Suzuki) - 24:49